# Kokina
Kokina (gr. Κόκκινα, tur. Erenköy) – wieś na Cyprze, w dystrykcie Nikozja.
Obszar wokół wsi stanowi enklawę Cypru Północnego na terytorium Republiki Cypryjskiej. W 1976 r. wszystkich mieszkańców przesiedlono do miejscowości Jalusa, a miejscowość funkcjonuje jako obóz armii tureckiej.